# Технически помощни средства
Помощните технологии са област, която изучава технологиите за подобряване функционирането на лица с увреждания. Областта на помощните технологии до известна степен се припокрива с различни други области. Най-значимите, сред тях са: достъпност, биомедицинско инженерство, ергономия. Помощните средства включват помощни, адаптивни и рехабилитационни изделия за хора с увреждания и свързаната с тях информация за тези устройства.
Тези понятия се използват също и за означаване на цялостния процес при подбора, локализирането, и използването на конкретна група от инструменти. Помощните средства и технологии дават възможност за по-голяма независимост, като насърчават хората да изпълняват задачи, които преди това те не са били в състояние да направят, или са имали големи трудности при изпълнението им. Предоставят подобрения, или промяна на методите за взаимодействие с технологията, необходима за изпълнение на тези задачи.